# Караскоса де Абахо
Караскоса де Абахо (на испански: Carrascosa de Abajo) е община, разположена в провинция Сория, автономна област Кастилия и Леон, Испания. Според преброяването от 2004 г. (Национален институт по статистика на Испания) общината има население от 33 жители.